# Tornik (montagne)
Pour les articles homonymes, voir Tornik.
Le mont Tornik (en serbe cyrillique : Торник) est le point culminant des monts Zlatibor, un massif situé dans la région de Stari Vlah au sud-ouest de la Serbie. Il s'élève à une altitude de 1 496 m.

## Géographie
Le mont Tornik est situé à 10 km de la ville de Kraljeve Vode, le centre touristique du massif de Zlatibor. À proximité se trouve le lac de retenue de Ribnica. Il est entouré par les villages de Ribnica, Jablanica, Stublo et Dobroselica.

## Tourisme
Au pied du sommet se trouve la station de ski de Tornik, située à une altitude comprise entre 1 110 et 1 490 m et qui possède trois pistes. Elle est équipée de télésièges fabriqués par la société française Pomagalski, capables de transporter 3 000 skieurs par heure, ainsi que de plusieurs remontées mécaniques, le tout pour une capacité horaire de 5 400 personnes.

## Histoire
En 1999, au moment de la Guerre du Kosovo, la station de ski du mont Tornik a été bombardée par les forces de l'OTAN.